# Bent Stier Andersen
Bent Stier Andersen (født 2. juli 1931 i København) var en dansk atlet.
Bent Stier Andersen var medlem af Københavns IF og vandt som 18-årig det danske mesterskaber på 4 x 100 meter og blev dansk juniormester på 100 meter 1952.

## Danske mesterskaber
- Guld 1950 4 x 100 meter 43,8

Junior -20 år
- Guld 1952 100 meter 11,8

## Personlige rekord
- 100 meter: 11,0 1952
- 200 meter: 23,1 1952
- Længdespring: 6,21 1952